# Hipismo nos Jogos Olímpicos de Verão de 2000
O hipismo nos Jogos Olímpicos de Verão de 2000 foi realizado em Sydney, na Austrália. Seis eventos foram disputados no adestramento, concurso completo de equitação (CCE) e salto.

## Adestramento individual
| Pos. | País                | Atletas           | Cavalos |
| ---- | ------------------- | ----------------- | ------- |
|      | Países Baixos (NED) | Anky van Grunsven | Bonfire |
|      | Alemanha (GER)      | Isabell Werth     | Gigolo  |
|      | Alemanha (GER)      | Ulla Salzgeber    | Rusty   |

## Adestramento por equipe
| Pos. | País                 | Atletas                                                                  | Cavalos                           |
| ---- | -------------------- | ------------------------------------------------------------------------ | --------------------------------- |
|      | Alemanha (GER)       | Nadine Capellmann Ulla Salzgeber Alexandra Simons de Ridder Isabel Werth | Farbenfroh Rusty Chacomo Gigolo   |
|      | Países Baixos (NED)  | Ellen Bontje Anky van Grunsven Arjen Teeuwissen Coby van Baalen          | Silvano Bonfire Goliath Ferro     |
|      | Estados Unidos (USA) | Robert Dover Susan Blinks Christine Traurig Guenter Seidel               | Ranier Flim Flam Etienne Foltaire |

## CCE individual
| Pos. | País                 | Atletas        | Cavalo      |
| ---- | -------------------- | -------------- | ----------- |
|      | Estados Unidos (USA) | David O'Connor | Custom Made |
|      | Austrália (AUS)      | Andrew Hoy     | Swizzle In  |
|      | Nova Zelândia (NZL)  | Mark Todd      | Eyespy II   |

## CCE por equipe
| Pos. | País                 | Atletas                                                | Cavalos                                             |
| ---- | -------------------- | ------------------------------------------------------ | --------------------------------------------------- |
|      | Austrália (AUS)      | Stuart Tinney Matt Ryan Andrew Hoy Phillip Dutton      | Jeepster Kibah Sandstone Darien Powers House Doctor |
|      | Grã-Bretanha (GBR)   | Ian Stark Jeanette Brakewel Pippa Funnell Leslie Law   | Jaybee Over To You Supreme Rock Shear H2O           |
|      | Estados Unidos (USA) | Karen O'Connor David O'Connor Nina Fout Linden Wiesman | Prince Panache Giltedge 3 Magic Beans Anderoo       |

## Salto individual
| Pos. | País                 | Atletas          | Cavalos       |
| ---- | -------------------- | ---------------- | ------------- |
|      | Países Baixos (NED)  | Jeroen Dubbeldam | De Sjiem      |
|      | Países Baixos (NED)  | Albert Voorn     | Lando         |
|      | Arábia Saudita (KSA) | Khaled Al Eid    | Khashm Al Aan |

## Salto por equipe
| Pos. | País           | Atletas                                                                          | Cavalos                                          |
| ---- | -------------- | -------------------------------------------------------------------------------- | ------------------------------------------------ |
|      | Alemanha (GER) | Otto Becker Lars Nieberg Marcus Ehning Ludger Beerbaum                           | Dobels Cento Esprit FRH For Pleasure Goldfever 3 |
|      | Suíça (SUI)    | Markus Fuchs Beat Maendli Lesley McNaught Willi Melliger                         | Tinka's Boy Pozitano Dulf Calvaro V              |
|      | Brasil (BRA)   | Luiz Azevedo Álvaro de Miranda Neto André Bier Gerdau Johannpeter Rodrigo Pessoa | Ralph Aspen Calei Baloubet du Rouet              |

## Quadro de medalhas do hipismo
| Ordem | País               | Medalha de ouro | Medalha de prata | Medalha de bronze | Total |
| ----- | ------------------ | --------------- | ---------------- | ----------------- | ----- |
| 1     | NED Países Baixos  | 2               | 2                | 0                 | 4     |
| 2     | GER Alemanha       | 2               | 1                | 1                 | 4     |
| 3     | AUS Austrália      | 1               | 1                | 0                 | 2     |
| 4     | USA Estados Unidos | 1               | 0                | 2                 | 3     |
| 5     | GBR Grã-Bretanha   | 0               | 1                | 0                 | 1     |
| 5     | SUI Suíça          | 0               | 1                | 0                 | 1     |
| 7     | KSA Arábia Saudita | 0               | 0                | 1                 | 1     |
| 7     | BRA Brasil         | 0               | 0                | 1                 | 1     |
| 7     | NZL Nova Zelândia  | 0               | 0                | 1                 | 1     |